# توماس غراهام (محامي)
توماس غراهام (بالإنجليزية: Thomas Graham)‏ هو قاضي ومحامي جنوب أفريقي، ولد في 1860 في غراهامستاون ‏ في جنوب أفريقيا، وتوفي في 1940 في كيب تاون في جنوب أفريقيا.